# Castell de Subirats
El castell de Subirats s'alça a 300 metres d'altitud damunt la plana del Penedès en una molt bona situació estratègica.
Documents històrics del segle x parlen del castell com a part del sistema defensiu del Penedès. Posteriorment va ser ampliat en diverses etapes.
Probablement la seva coneguda torre de l'homenatge es construí el segle xi. Els historiadors A. Mauri i M. Soler senyalen que probablement va ser derruït durant la Guerra dels Segadors, 1640-1652, quan va ser pres per D. Pedro Fajardo, marquès dels Vélez cap a l'any 1641. D'aquest conjunt tan imponent, que ocupava tot el cim, només queda dempeus part de la muralla de llevant, de la construcció anomenada baluard i del nucli principal.

## Ubicació

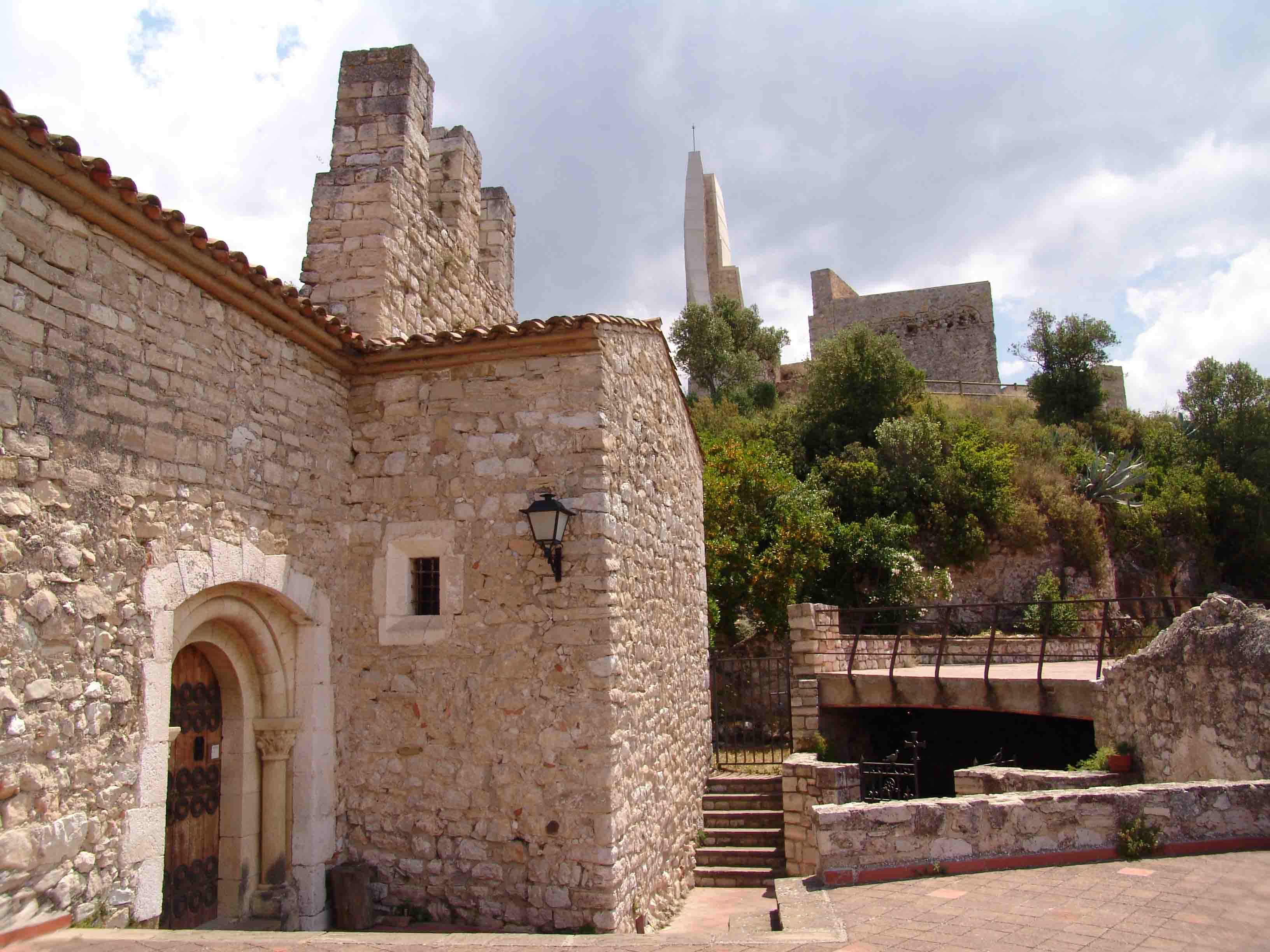
Vista del Santuari amb el castell al fons

El castell de Subirats es localitza a l'extrem oriental de la comarca del Penedès. Subirats és el terme municipal de major extensió de tota la comarca i es troba entre els nuclis de Vilafranca del Penedès (a l'oest) i Sant Sadurní d'Anoia (al nord). Les restes corresponents al castell s'estenen al llarg d'un petit esperó allargat de roca calcària que queda aixecat entre la vall i el pla penedesenc. El conjunt s'alça a tocar de l'església de Sant Pere del Castell, o santuari de la Mare de Déu de la Fontsanta, i s'hi accedeix des de la carretera BP-2427 de Sant Sadurní d'Anoia a Sant Pau d'Ordal per un desviament cap al nord des del nucli urbà dels Casots. Per altra banda, es troba alineat amb el proper castell de Gelida, que queda més al N.E., tenint més cap al nord l'anomenada Torre-ramona. El 2004 un projecte de restauració i consolidació sobre les restes va incloure la torre de l'homenatge a més dels recintes annexos a aquesta, però també de les restes del denominat baluard i la muralla oriental del castell.

## Història del conjunt

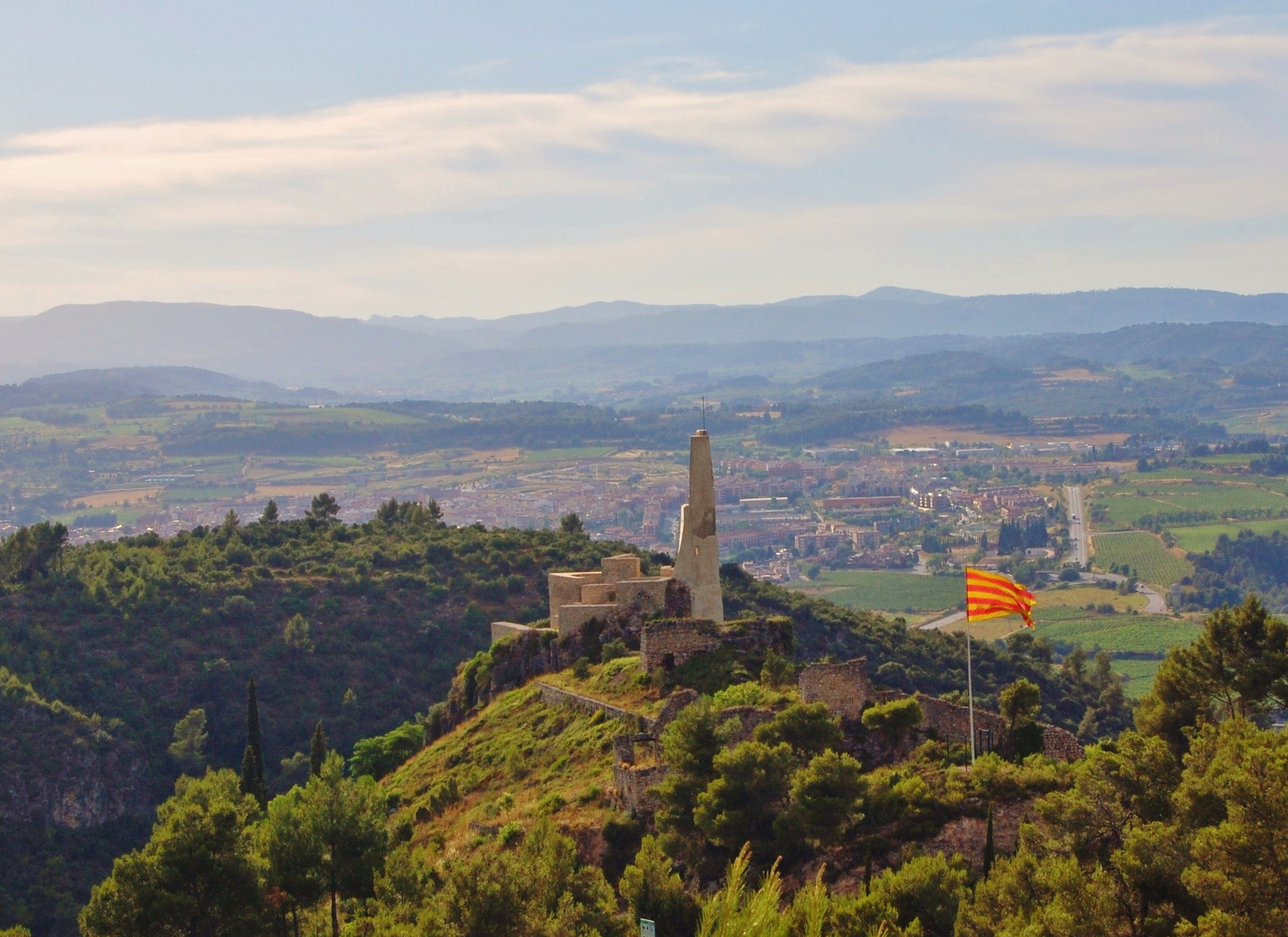
Vista del conjunt

El castell de Subirats representa, a inicis del segle x, un punt clau en la defensa de la frontera de la Marca del Penedès. És la fortalesa cristiana més avançada en un territori sota l'amenaça musulmana constant. Però una vegada que la frontera enemiga retrocedeix al sud, el castell passarà a tenir unes altres funcions específiques d'acord amb les circumstàncies polítiques, econòmiques i socials vingudes amb els nous canvis.
No hi ha dubte que el castell té una antigor que va més enllà dels deu segles, car ja en data tan remota com és l'any 917 compareix la concessió feta al monestir de Sant Cugat del Vallès pels germans Ermenard i Udalard, fills del difunt Udalard.
En un testament de Mir Geribert, del 1060, consta una donació a «sanctum Petrum de castro Subiradz» i clarament s'informa sobre aquesta possessió, junt amb la meitat del castell de Lavit, etc.
El 10 de març de 1368, el rei Pere el Cerimoniós donà a l'infant Martí (el futur Martí l'Humà), entre altres pertinences, la vila de Piera i els castells i llocs de Subirats i Sant Martí Sarroca, amb la condició que si arribava a ésser rei tornessin al sobirà, però no pas que pervinguessin a dona.
El noble en Ramon Alamany de Cervelló obtingué aquest castell el 1377. Amb dates 27 de desembre del 1553 (essent príncep d'Astúries i de Girona) i 13 de juliol de 1559 (essent rei), Felip (II d'Espanya) confirmà el privilegi del 10 de desembre de 1493.
El 26 d'octubre de 1568, la comtessa d'Aitona, hereva del seu pare Francesc Gralla i Desplà, feu lluïció, per compte de la universitat de Subirats i parròquies, de determinada quantitat monetària que li lliuraren els habitants; de manera que continuaren aquests absolutament subjectes a la jurisdicció reial.
El castell fou enderrocat en la guerra de Separació (Guerra dels Segadors), pel marquès de los Vélez. Per reial sentència del 27 de novembre de 1699, va declarar-se que no hi havia més delmador universal de la universitat i les parròquies de Subirats que la Corona.